# Кожица (локалитет)
Кожица је археолошки локалитет који се налази уз истоимену реку, која протиче кроз насеље Добра. Чине га локалитети Кожица I (узводно од ушћа Кожице) и Кожица II (око 1km низводно од ушћа Кожице у Дунав).
На локалитету Кожица I налазило се насеље из позног брозаног доба (Жуто брдо—Гирла Маре), где су поред керамике откривени и предмети од бронзе. Кожица II потиче из млађе фазе старијег бронзаног доба ( 5—6 век пре н.е.). На узвишењу изнад ушћа Кожице, на левој обали откривено је римско и рановизантијско утврђење Салдум.